# أزمة يوليو
أزمة يوليو (بالإنجليزية:  July Crisis)‏ كانت أزمة دبلوماسية بين القوى الكبرى في أوروبا في صيف عام 1914، وقد قاد ذلك إلى قيام الحرب العالمية الأولى في الحال بعدما اغتال غافريلو برينسيب وليَّ عهد الإمبراطورية النمساوية المجرية الأرشيدوق فرانس فيرديناند مع زوجته في أثناء زيارة رسمية لهما لمدينة ساراييفو في مملكة صربيا. كانت الأزمة سلسلة من التصعيدات الدبلوماسية والعسكرية المتداخلة بين القوى العظمى في أوروبا في صيف عام 1914 والتي كانت السبب الأساسي في نشوب الحرب العالمية الأولى.
بدأت الأزمة في 28 يوليو من عام 1914، عندما اغتال البوسني الصربي غافريلو برينسيب الأرشيدوقَ فرانس فرديناند، الوريث المفترض لعرش الإمبراطورية النمساوية المجرية. تسببت شبكة معقدة من التحالفات، مصحوبة بسوء تقدير كثيرٍ من القادة الذين ظنوا أن الحرب ستكون من صالحهم والاحتمالية الضعيفة لاندلاع حرب في عموم القارة، بنشوب موجة من أعمال العنف ضمن الغالبية السحيقة من الدول الأوروبية العظمى في بداية شهر أغسطس من عام 1914، والتي شملت لاحقًا جميع الدول الأوروبية العظمى في مايو من عام 1915.
اعتبرت الإمبراطورية النمساوية المجرية الحركات الوحدوية للسلاف الجنوبيين، كما روجت له المملكة الصربية، تهديدًا لوحدة الأمة. سعت النمسا لتوجيه ضربة عسكرية لصربيا لبرهنة قوتها ولتحذير صربيا من دعم القومية اليوغوسلافية. بالرغم من ذلك، خشيت النمسا من ردة فعل الإمبراطورية الروسية، والتي كانت من الداعمين الرئيسيين لصربيا؛ لذا سعت النمسا للحصول على ضمانٍ من حليفتها ألمانيا لدعمها في أي نزاع قد يحصل. ضمنت ألمانيا دعمها للنمسا، ولكنها حثتها على بدء الهجوم بسرعة، ما دام العالم متعاطفًا مع اغتيال فرديناند، وذلك لتحجيم الحرب ومنع روسيا من التدخل فيها. اعتقد بعض القادة الألمان أن تنامي القوة الاقتصادية الروسية سيغير من ميزان القوة بين الدولتين وأنه لا بد من خوض الحرب وأن ألمانيا ستصبح أفضل حالًا في حالة نشوب حرب في وقت قريب. على الرغم من هذا، وبدلًا من القيام بهجمة سريعة بما يتوفر من القوى العسكرية، استمر القادة النمساويون بالتباحث حتى منتصف شهر يوليو قبل أن يقرروا توجيه إنذارٍ شديد اللهجة في 23 يوليو عُرِف بإسم إنذار يوليو وأنهم لن يهاجموا دون تحشيدٍ كامل لجيشهم، وهو الذي لم يحصل قبل يوم 25 يوليو من عام 1914.
قبل أن ترد صربيا على الإنذار، قررت روسيا التدخل في أي حرب نمساوية صربية وأمرت بتحشيدٍ جزئي لقواتها المسلحة. في الوقت الذي أقرت فيه القيادة الروسية العسكرية عدم جهوزيتها لحرب عامة، فقد آمنت روسيا بأن مظلمة النمسا ضد صربيا ليست سوى ذريعة مدبرة من قبل ألمانيا وأن على روسيا أن تُظهر قوتها من خلال دعمها لحليفتها صربيا. يعد هذا التحشيد أول حركة عسكرية كُبرى لطرف غير مشترك في النزاع القائم بين الإمبراطورية النمساوية المجرية وصربيا؛ إذ رفعت من رغبة صربيا في صد الخطر المحدق للهجوم النمساوي وزادت كثيرًا من حذر ألمانيا من جموع قطعات الجيش الروسي المنتشرة قرب حدودها. في السابق، توقعت القوة العسكرية الألمانية أن يكون تحشيد القوات الروسية أبطأ من تحشيد القوات الفرنسية الحليفة لها على الحدود الغربية لألمانيا؛ لذا فقد تضمنت الاستراتيجية العسكرية الألمانية في أي نزاع لها مع روسيا: الهجوم على فرنسا من خلال بلجيكا لتجنب الدفاعات الفرنسية الثابتة ودحر القوات الفرنسية في الغرب قبل التوجه لمجابهة روسيا في الشرق، فيما عُرف بـخطة شليفن، كانت فرنسا على دراية بأن عليها التعاون مع حليفتها روسيا لدحر خصمهم الألماني، لذا زادت من تحضيراتها مع ارتفاع حدة التوترات على طول الحدود الروسية، والذي زاد بدوره من قلق ألمانيا.
في حين كانت بريطانيا العظمى على توافق مع روسيا وفرنسا، فقد كان لديها أيضًا علاقات دبلوماسية ودية نسبيًا مع ألمانيا، ولم ير القادة البريطانيون سببًا مقنعًا لتوريط بريطانيا في حرب قارية، عرضت بريطانيا وساطتها مرارًا، مستخدمة الرد الصربي أساسًا للتفاوض، وقطعت ألمانيا وُعودًا مختلفة في محاولة لضمان حيادية بريطانيا. بالرغم من ذلك، قررت بريطانيا بأن لديها التزامًا أخلاقيًا يُملي عليها الدفاع عن بلجيكا ودعم حلفائها الرسميين، مما جعلها آخر دولة عظمى تشترك بفعالية في أزمة يوليو بعد دخولها النزاع رسميا في 4 أغسطس. بحلول أغسطس، أصبح كل من السبب المزعوم للنزاع المسلح والخلاف بين صربيا والإمبراطورية النمساوية المجرية حول مقتل الوريث الشرعي للعرش أمرًا هامشيًا لحربٍ أوروبية عامة.

## اغتيال الأرشيدوق (28 يوليو)
استحوذت الإمبراطورية النمساوية المجرية على البوسنة والهرسك في عام 1908، كانت سراييفو هي العاصمة الإقليمية لها. كان أوسكار بوتيوريك هو القائد العسكري وحاكم المحافظة. أمر الإمبراطور فرانس يوسف الأول بحضور ابن أخيه الأرشيدوق فرانس فرديناند، الوريث المفترض لعرش الإمبراطورية النمساوية المجرية، إلى التدريبات العسكرية المقامة في البوسنة. بعد انتهاء التدريبات، وفي 28 يوليو 1914، تنزه فرديناند في مدينة سراييفو مع زوجته صوفي. تربص ستة وحدويين مسلحين، خمسة منهم صربيون وواحد بوسني مسلم، وبتنسيق من دانيلو إيليش، في الطريق المُعلن لموكب فرديناند تحضيرًا لاغتياله.
في تمام الساعة 10:10 صباحًا، رمى نيديليكو كابرينوفيك قنبلة يدوية على موكب فرديناند. وفي أعقاب ذلك، أطلق غافريلو برينسيب النار على وليّ العهد وزوجته وقتلهما في أثناء ذهابهما لزيارة الجرحى في المستشفى. تناول كابرينوفيك وبرنيسيب السيانيد للانتحار، إلا أنهما تسمما فقط. وفي غضون 45 دقيقة من الاغتيال، بدأ برينسيب بإطلاع المحققين بقصته. في اليوم التالي وطبقًا لنتائج التحقيق، أرسل بوتيوريك برقية إلى فيينا -عاصمة النمسا- تُخبرهم بتآمر برينسيب وكابرينوفيك في بلغراد -عاصمة صربيا- مع أشخاص آخرين للحصول على قنابل ومسدسات وأموال من أجل قتل فرديناند. أُلقي القبض على معظم المتآمرين بسرعة بعد قيام الشرطة بحملة تفتيشية واسعة.

### التحقيق والتُهم
بعد عمليات الاغتيال مباشرةً، أصدر مبعوثا صربيا لفرنسا وروسيا، بيانات عامة تدعي بأن صربيا حذرت النمسا من الاغتيال المحدق. نفت صربيا بعد ذلك بوقت قصير إصدارها لتحذيرات بهذا الخصوص ونفت معرفتها بالمؤامرة. بحلول 30 يوليو، طلب الدبلوماسيون النمساويون والألمانيون إجراء تحقيقات من قبل نظيريهما الصربي والروسي، إلا أن هذه الطلبات رُفضت. في 5 يوليو، واعتمادًا على نتائج التحقيقات مع المتهمين القتلة، أرسل الحاكم بوتيوريك برقية إلى فيينا تخبرهم أن الرائد فويا تانكوسيتش هو المسؤول عن توجيه القتلة. في اليوم التالي، تقدم القائم بالأعمال النمساوي الكونت أوتو فون تشيرنين، بطلب إلى وزير الخارجية الروسية سيرجي سازونوف، للسماح بالتحقيق مع الأشخاص المدبرين للمؤامرة ضد فرديناند في داخل صربيا، لكن طلبه رُفض.
أجرت الإمبراطورية النمساوية المجرية تحقيقًا جنائيًا عاجلًا. ألقي القبض على إيليش وخمسة من القتلة فورًا وعُرضوا على قاضي التحقيق، أدلى القتلة الثلاثة القادمون من صربيا بأغلب المعلومات التي لديهم: زودهم الرائد الصربي فويسلاف تانكوسيتش بشكل مباشر وغير مباشر بستة قنابل من نوع «فاسيش نموذج أم12»، وهي قنابل يدوية مصنوعة خصيصًا للجيش الصربي (صُنعت في مصنع الأسلحة الملكي الصربي في كراغويفاتش الصربية)، وأربعة مسدسات جديدة نصف آلية من نوع براوننج 1910، بالإضافة إلى التدريب والأموال، وحبوب للانتحار، وخريطة خاصة توضح أماكن انتشار عناصر الشرطة، ومعرفةً بنفق للتسلل ممتدٍ من صربيا إلى سراييفو، وبطاقة تُمكنهم من استعمال هذا النفق.
عمت البهجة في الأوساط الصربية على خلفية اغتيال ولي العهد فرانس فرديناند. لم يشأ رئيس الوزراء الصربي نيكولا باشتش هدم شعبيته من خلال الانحناء للنمسا، وذلك بسبب جدولة موعد الانتخابات الصربية في يوم 14 أغسطس. لو نبّه باشتش النمساويين في وقت مبكر بوجود مؤامرة لاغتيال فرانs فرديناند، لغامر على الأغلب في فرصه للربح في الانتخابات ولربما تعرضت حياته للخطر في حالة تسريب أخبار عن هذه المؤامرة.
في 1 يوليو، أفاد السفير الفرنسي في بلغراد ليون ديسكوس، بتواطؤ طرف عسكري صربي في الاغتيال، وأن صربيا كانت مخطئة، وأن السفير الروسي هارتويغ، كان في مباحثات مستمرة مع الوصي ألكسندر لإرشاد صربيا خلال هذه الأزمة. أشارت عبارة «الطرف العسكري» إلى رئيس الاستخبارات العسكرية الصربية، دراجوتين ديميترييفيتش والضباط الذين قادهم خلال عملية قتل ملك وملكة صربيا في عام 1903. أدت أعمالهم هذه لتنصيب سلالة حاكمة جديدة بقيادة الملك بيتر والوصي ألكسندر. طلبت صربيا استبدال السفير ديسكوس على خلفية تصريحاته ورتبت فرنسا استبداله بسفير أكثر تشددًا، أوغست بوب، والذي وصل في يوم 25 يوليو.